# Otarawhata Island
Otarawhata Island ist eine Insel vor der Küste der Region Bay of Plenty und der Nordinsel von Neuseeland.

## Geographie
Otarawhata Island ist eine von drei kleineren Insel umgebene Inseln am östlichen Ende der Bay of Plenty. Die Insel, weniger als 20 m hoch, befindet sich rund 300 m nördlich von Cape Runaway. Sie umfasst eine Fläche von rund 0,5 Hektar und erstreckt sich über eine Länge von rund 115 m in Ost-West-Richtung sowie einer Breite von maximale 75 m in Nord-Süd-Richtung. Die sie umgebenden Inseln liegen allesamt in Entfernungen von rund 35 m und rund 45 m. Die größte Insel von ihnen, rund 0,3 Hektar groß, befindet sich in südlicher Richtung und die beiden anderen in westnordwestlicher und nordöstlicher Richtung.